# マイク・アインジガー
マイク・アインジガー（Mike Einziger、Michael Aaron Einziger、マイケル・アーロン・アインジガー、1976年6月21日生まれ）は、アメリカ合衆国のミュージシャン、研究家である。ロックバンド、インキュバスのギターリストである。グラミー賞でも複数ノミネートされたミュージシャン、ソングライター、レコードプロデューサー、発明家、テクノロジー起業家。インキュバスの共同創設者およびギタリストとして最もよく知られており、ファレル・ウィリアムス 、ハンス・ジマー、 スクリレックス、タイラー・ザ・クリエイター、アヴィーチー、ダミアン・マーリー、ジェイソン・シュワルツマン、スティーヴ・マーティンなどと協働 。
またインキュバスは世界中で2,300万枚以上のアルバムを販売しており 、2013年にEinzigerはAviciiやAloe Blaccと共同で世界的にユビキタスな曲「Wake Me Up」を共同執筆。また起業家としてはワイヤレステクノロジープラットフォームであるMIXhaloの共同創設者兼共同会長であり、バイオテクノロジーの新興企業Versicolor Technologiesの共同創設者兼CEOでもある。アインジガーはハーバード大学教育を受けた卒業生でもある。

## 略歴
アインジガーはカリフォルニア州ロサンゼルスで生まれた。彼はユダヤ系アメリカ人である。
1991年にカラバサス高校のクラスメートであるブランドン・ボイド、ホセパシラスII、アレックスカトゥニッチと共同でインキュバスを結成。
アインジガーは2007年3月に手根管症候群の手術後、オーケストラ作品「End.> vacuum」の制作を開始した。
作品は9つの音楽ムーブメント（合計約40分）で構成され、有名なロサンゼルス指揮者とアインジガーの長年の協力者である片山スージーが率いる室内オーケストラによって演奏された。
本人によれば「End.> vacuum」は、人間の理解の外縁に対する彼の認識である「合理的な科学的知識が止まり、純粋な推測が続く有限の場所…私たちが知っていることと私たちが知らないことの間の出来事の地平線」に言及している。知っておくと、夜に目が覚めたままになるだけでなく、毎日ベッドから起き上がります。」という意味。
「End.> vacuum」はアインジガーの最初のオリジナルのオーケストラ作品である。2008年8月23日にUCLAの有名なロイスホールでデビュー。
アインジガーは、ハーバード大学の物理学者、歴史家であるピーターガリソン博士と、物理学の歴史と哲学を研究した。彼は物理科学に深い関心をもっており、2008年には、進化生物学の人物とブラウン大学教授のケネスミラー博士による人類進化のトピックに関する記事に寄稿した。
2008年6月17日にアインジガーは、個人のツアー取った大型ハドロン衝突型加速器をでCERNにジュネーブ、スイスイギリスの物理学者で博士ブライアン・コックスの訪問中、アインジガーはコックス博士にその秋の終わりに「End.> vacuum」のコンサートで講演者として登場するように招待した。

## 音楽的影響
マイクの初期のギターに影響を与えたアーティストは、ジミー・ペイジ、ジミ・ヘンドリックス、ジョン・フルシアンテ、スティーヴ・ヴァイ、ポール・フリードとフランク・ザッパ。マイクはまた、ブラック・サバスとメタリカの音楽に大きな影響を受けた。マイクは、彼が最も誇りに思っている音楽のいくつかは、彼がアヴィーチーと一緒に取り組んだ音楽だったと語った。

## 私生活
2008年から、マイクはハーバード大学で音楽理論を学ぶ特別な学生として登録された。
2017年8月、妻のアンマリーカルホーンとの間に最初の子供である双子の女の子のペネロペとテルラをもうけた。